# وادي شعيب (بلدة)

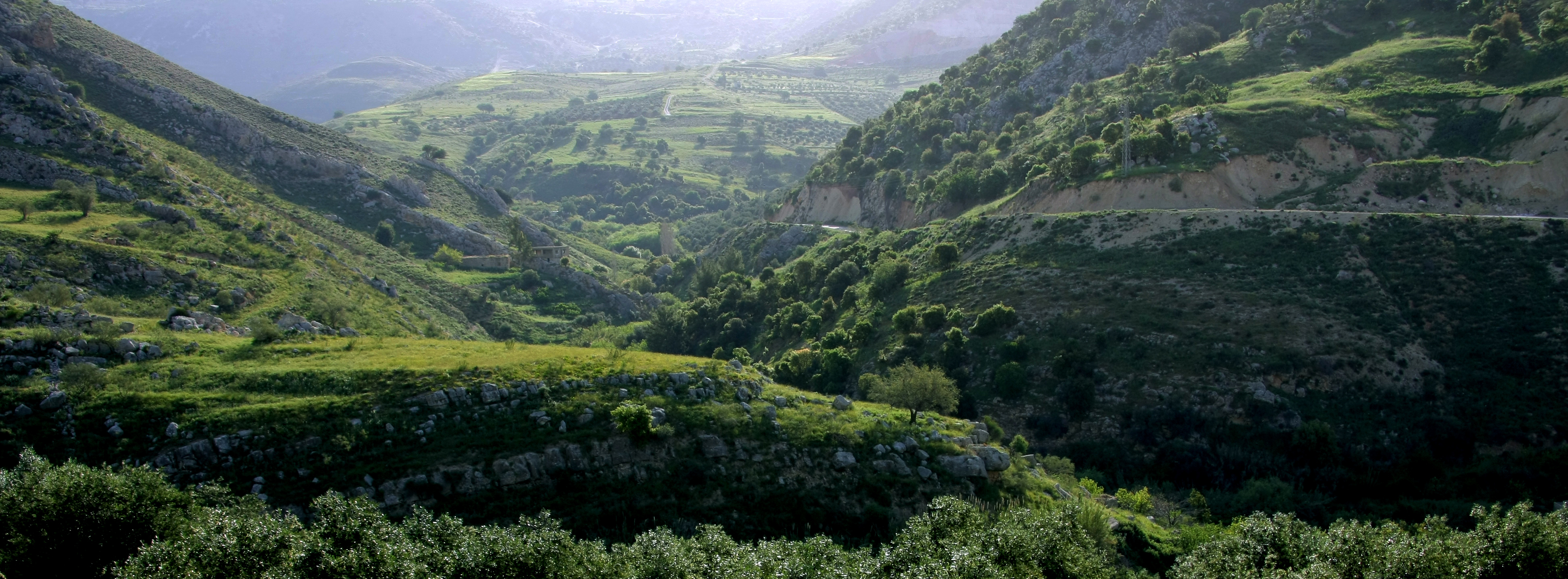
طريق بوادي شعيب

وادي شعيب قرية أردنية عدد سكانها لا يتجاوز 500 نسمة. تقع في محافظة البلقاء تبعد أقل من 3 كم جنوب مدينة السلط في الطريق المتجه إلى وادي الأردن والبحر الميت توجد فيها آثار من حقب زمنية مختلفة إسلامية كمسجد النبي شعيب ومقابر بيزنطية ومن أهم ما تشتهر به على الصعيد الأثري وجود آثار مستوطنة للإنسان الحجري تعود إلى الألف السادس قبل الميلادي. يوجد فيها ضريح نبي الله شعيب. ويوجد فها سيل متوسط الحجم يسمى بسيل وادي شعيب يصب في نهر الأردن يقدر عدد منابعه بـ 666 عين. تتميز منطقة وادي شعيب بطبيعتها الخلابة وتكثر فيها أشجار الليمون والزيتون.قديماً كانت محطة مهمه على الطريق الرئيسية الرابطة ما بين عمان والقدس مروراً بماحص وغور الأردن. اليوم لا تزال الطريق موجودة وتشكل ممر مهم لاقتصاد المنطقة.

## انظر ايضًا
- وادي شعيب (موقع أثري)